# Comercio exterior entre Bolivia y Perú
El Comercio exterior entre Bolivia y Perú se define al comercio internacional que mantienen en forma bilateral el Estado Plurinacional de Bolivia con la República del Perú en el intercambio de diferentes productos, bienes y servicios.

## Década de 1960
En la siguiente tabla se muestra el comercio exterior entre Bolivia y Perú, durante la década de 1960. 
| Año  | Exportaciones de Perú a Bolivia | Exportaciones de Bolivia a Perú |
| 1962 | USD 1.59 millones               | USD 240 mil                     |
| 1963 | USD 1.70 millones               | USD 114 mil                     |
| 1964 | USD 1.49 millones               | USD 81 mil                      |
| 1965 | USD 1.41 millones               | USD 357 mil                     |
| 1966 | USD 1.50 millones               | USD 322 mil                     |
| 1967 | USD 1.73 millones               | USD 135 mil                     |
| 1968 | USD 2.10 millones               | USD 194 mil                     |
| 1969 | USD 2.20 millones               | USD 160 mil                     |

## Década de 1970
En la siguiente tabla se muestra el comercio exterior entre Bolivia y Perú, durante la década de 1970.
| Año  | Exportaciones de Perú a Bolivia | Exportaciones de Bolivia a Perú |
| 1970 | USD 1.87 millones               | USD 672 mil                     |
| 1971 | USD 2.26 millones               | USD 5.25 millones               |
| 1972 | USD 2.75 millones               | USD 10.5 millones               |
| 1973 | USD 3.38 millones               | USD 10.5 millones               |
| 1974 | USD 7.37 millones               | USD 8.34 millones               |
| 1975 | USD 5.77 millones               | USD 5.38 millones               |
| 1976 | USD 6.47 millones               | [ 30 ]                          |
| 1977 | USD 12.1 millones               | USD 6.07 millones               |
| 1978 | [ 33 ]                          | [ 34 ]                          |
| 1979 | USD 107 millones                | USD 11.9 millones               |

## Década de 1980
La siguiente tabla se muestra el comercio exterior entre Bolivia y Perú, durante la década de 1980.
| Año  | Exportaciones de Perú a Bolivia | Exportaciones de Bolivia a Perú |
| 1980 | USD 78.6 millones               | USD 26.8 millones               |
| 1981 | [ 39 ]                          | [ 40 ]                          |
| 1982 | USD 22.0 millones               | USD 10.9 millones               |
| 1983 | [ 43 ]                          | [ 44 ]                          |
| 1984 | USD 9.70 millones               | USD 7.66 millones               |
| 1985 | USD 23.0 millones               | USD 11.3 millones               |
| 1986 | USD 13.5 millones               | USD 10.7 millones               |
| 1987 | USD 10.7 millones               | USD 10.6 millones               |
| 1988 | USD 12.3 millones               | USD 7.47 millones               |
| 1989 | USD 15.0 millones               | USD 17.0 millones               |

## Década de 1990
En la siguiente tabla se muestra el comercio exterior entre Bolivia y Perú, durante la década de 1990.
| Año  | Exportaciones de Perú a Bolivia | Exportaciones de Bolivia a Perú |
| 1990 | USD 79.5 millones               | USD 19.5 millones               |
| 1991 | USD 57.2 millones               | USD 17.7 millones               |
| 1992 | USD 70.3 millones               | USD 15.2 millones               |
| 1993 | USD 80.0 millones               | USD 11.9 millones               |
| 1994 | USD 84.9 millones               | USD 23.0 millones               |
| 1995 | USD 94.7 millones               | USD 22.4 millones               |
| 1996 | USD 99.9 millones               | USD 32.4 millones               |
| 1997 | USD 128 millones                | USD 34.2 millones               |
| 1998 | USD 128 millones                | USD 34.2 millones               |
| 1999 | USD 117 millones                | USD 20.2 millones               |

## Década de 2000
En la siguiente tabla se muestra el comercio exterior entre Bolivia y Perú, durante la década de 2000.
| Año  | Exportaciones de Perú a Bolivia | Exportaciones de Bolivia a Perú |
| 2000 | USD 138 millones                | USD 27.3 millones               |
| 2001 | USD 137 millones                | USD 22.6 millones               |
| 2002 | USD 112 millones                | USD 20.4 millones               |
| 2003 | USD 112 millones                | USD 37.9 millones               |
| 2004 | USD 104 millones                | USD 48.0 millones               |
| 2005 | USD 148 millones                | USD 34.3 millones               |
| 2006 | USD 221 millones                | USD 53.6 millones               |
| 2007 | USD 207 millones                | USD 46.8 millones               |
| 2008 | USD 360 millones                | USD 60.9 millones               |
| 2009 | USD 259 millones                | USD 65.0 millones               |

## Década de 2010
En la siguiente tabla se muestra el comercio exterior entre Bolivia y Perú, durante la década de 2010.
| Año  | Exportaciones de Perú a Bolivia | Exportaciones de Bolivia a Perú |
| 2010 | USD 324 millones                | USD 77.2 millones               |
| 2011 | USD 1.440 millones              | USD 149 millones                |
| 2012 | USD 1.400 millones              | USD 225 millones                |
| 2013 | USD 1.520 millones              | USD 153 millones                |
| 2014 | USD 1.490 millones              | USD 104 millones                |
| 2015 | USD 1.140 millones              | USD 81.4 millones               |